# مونیک
مونیک (به انگلیسی: Mo'Nique) بازیگر و کمدین آفریقایی‌تبار آمریکایی است.
وی در سال ۲۰۱۰ میلادی، جایزه اسکار بهترین بازیگر نقش مکمل زن برای بازی در فیلم ارزشمند را برد.او همچنین در فیلم رهایی بازی کرده است.